# Emil Seifert
Emil Seifert (né le 28 avril 1900 à Prague à l'époque en Autriche-Hongrie, aujourd'hui en République tchèque et mort le 20 octobre 1973) est un joueur de football international tchécoslovaque (tchèque) qui évolue au poste de milieu de terrain, avant de devenir ensuite entraîneur.

## Biographie

### Carrière de joueur

#### Carrière en sélection
Avec l'équipe de Tchécoslovaquie, il joue 18 matchs (pour aucun but inscrit) entre 1920 et 1929.
Il figure dans le groupe des sélectionnés lors des JO de 1920 et de 1924. En 1920 son équipe quitte le terrain lors de la finale pour protester contre les décisions de l'arbitre et est disqualifiée.

## Palmarès

### Palmarès de joueur

#### Palmarès en club
Viktoria Žižkov
- Coupe de Tchécoslovaquie (1) :
  - Vainqueur : 1921.
  - Finaliste : 1919.

 Slavia Prague
- Championnat de Tchécoslovaquie (5) :
  - Champion : 1925, 1928-29, 1930-31, 1932-33 et 1933-34.
  - Vice-champion : 1919, 1922, 1925-26, 1927, 1927-28 et 1931-32.
- Coupe Mitropa :
  - Finaliste : 1929.

### Palmarès d'entraîneur
Slavia Prague
- Championnat de Tchécoslovaquie (4) :
  - Champion : 1940, 1941, 1942 et 1943.
  - Vice-champion : 1945-46.